# Taisuke Akiyoshi
Taisuke Akiyoshi (秋吉 泰佑 Akiyoshi Taisuke?), född 18 april 1989 i Kumamoto prefektur, är en japansk fotbollsspelare.
Akiyoshi spelade för Ventforet Kofu, Fagiano Okayama, ReinMeer Aomori och Vanraure Hachinohe.